# 高锝酸银
高锝酸银是一种无机化合物，化学式为AgTcO4，它的空间群为I41/a，与AgReO4同构。
它可由高锝酸铵和硝酸银在水中反应得到。它和三甲基氯硅烷反应，得到高锝酸三甲基硅酯。它和[UO2(Cl)(L)2]Cl（L为双(二苯基膦基)甲烷二氧化物）反应，可以得到[UO2(TcO4)(L)2]TcO4。